# آدولف ارنروت
آدولف ارنروت (انگلیسی: Adolf Ehrnrooth; ۹ فوریهٔ ۱۹۰۵ – ۲۶ فوریهٔ ۲۰۰۴) ارتشبد نیروی زمینی فنلاند در طی جنگ زمستان و جنگ پس‌آیند بود.
وی همچنین برندهٔ جوایزی همچون نشان دنبرو، صلیب مانرهیم، صلیب آهنین و نشان رز سفید فنلاند شده‌است.